# Rico Gear
Rico Levi Gear (* 26. Februar 1978 in Gisborne) ist ein neuseeländischer Rugby-Union-Spieler. Er ist ein spezialisierter rechter Außendreiviertel, kann aber auch die Innendreiviertel-Positionen übernehmen.

## Karriere
Gear wurde in der Gisborne Boys’ High unterrichtet; danach studierte er für zwei Jahre Anthropologie auf der Massey University, mit den Schwerpunkten auf Kultur und Sprache der Māori. Bei den Commonwealth Games 1998 spielte er Siebener-Rugby und gewann mit der neuseeländischen Mannschaft die Goldmedaille.
1997 gab er sein Debüt im Provinzrugby, bei dem er für Tūranganui-a-Kiwa / Poverty Bay gegen King Country spielte. Seitdem hat er für verschiedene Provinzmannschaften gespielt: Auckland, Bay of Plenty, North Harbour, Nelson Bays und Tasman. Er machte 1999 sein Super 12-Debüt für die Blues gegen die Queensland Reds. Außerdem hatte er einen Vertrag mit den Highlanders, doch seine Karriere kam erst richtig in Gang, als er am Ende der Saison 2004 zu den Crusaders ging. Gear absolvierte für die Crusaders jedes Spiel in der Saison 2005, zwölf als Außendreiviertel und eines als Innendreiviertel und legte dabei 15 Versuche für die Super 12-Sieger des Jahres 2005. Des Weiteren wurde er auch Super 12-Spieler des Jahres und „Memorial Māori Player“ des Jahres.
Gear machte sein Länderspiel-Debüt am 10. Juli 2004 in einem Spiel gegen die Pacific Islanders, bei dem er auch einen Versuch erzielte. Er spielte danach mehrmals gegen die British and Irish Lions während ihrer Tour nach Neuseeland im Jahr 2005. Er war in der Super 14-Saison 2006 ein Stammaußendreiviertel (Nr. 14) der Crusaders. Gear hat einen jüngeren Bruder namens Hosea, der als Außendreiviertel für Wellington und den Hurricanes spielt. Außerdem ist er im Jahr 2008 ebenfalls ein neuseeländischer Nationalspieler geworden.
Gear hat beim englischen Verein Worcester Warriors einen Dreijahresvertrag unterschrieben und spielte nach dem Ende der WM 2007 in der Premiership Rugby für die Worcester Warriors. 2010 wechselte er nach Japan zu den Kintetsu Liners.

## Statistik
- Spiele in der Super 12 / Super 14: 68
- Punkte in der Super 12 / Super 14: 165 (33 Versuche)
- Super-12-Meister mit den Crusasers: 2005
- Länderspiele: 19
- Punkte in Länderspielen: 55 (11 Versuche)
- Sieger Tri Nations 2005